# Robert Kilroy-Silk
Robert Kilroy-Silk (* 19. Mai 1942 in Birmingham) ist ein britischer Fernsehmoderator und Politiker.

## Leben
Von 1966 bis 1974 lehrte er Politikwissenschaft an der University of Liverpool. Von 1974 bis 1986 war er für die Labour Party Abgeordneter im britischen House of Commons. Im Jahr 2004 kandidierte er erfolgreich bei der Wahl zum Europa-Parlament für die UK Independence Party, verließ die Partei jedoch wieder und nahm sein Mandat als fraktionsloser Abgeordneter wahr.
2008 nahm er an der achten Staffel der britischen Fernsehshow I’m a Celebrity…Get Me Out of Here! teil.